# モーニング娘。のモーニング女学院〜放課後ミーティング〜
『モーニング娘。のモーニング女学院 〜放課後ミーティング〜』（モーニングむすめのモーニングじょがくいん ほうかごミーティング）は、毎週土曜日の24:00 - 24:30に放送されているモーニング娘。がパーソナリティを務めるラジオ日本制作のラジオ番組。略称は「モー女。」。2012年4月7日放送開始。
なお、2014年よりモーニング娘。がグループ名に当該年の西暦の下二桁を付すようになったため番組名もそれに倣うようになっており、2025年1月現在の正式な番組名は『モーニング娘。'25のモーニング女学院 〜放課後ミーティング〜』である。

## 番組概要
- モーニング娘。の9期、10期メンバーの初のレギュラーとなるラジオ番組としてスタートした。
- モーニング女学院という架空の女子校の生徒となった設定で、「学校の放課後」をコンセプトに楽しいおしゃべりを繰り広げる。
- 3人のメンバー（2人しかいなかったり増えて4人の場合もある）がランダムに出演。それぞれに固定された「出席番号」が割り振られ、毎週変わる「日直」が番組を進行する。リスナーには、投稿の際に自分の学年と組番号（創作でよい）を必ず名乗るよう求め、これを読み上げている。
- 11期メンバーの小田さくらは、53時限目（2013年4月6日）から正式に新入生として入学した。
- 2018年4月以降は12期以降のメンバーも入学し、モーニング娘。のメンバー全員が出演している。
- 2013年1月9日に、ラジオ日本・横浜本社にあるラジアントホールで番組初の公開収録＆握手会イベントを行った。この時の模様は1月19日と1月26日の番組で放送された。
- 「audiobook.jp」にて有料配信され、過去1か月以内のオンエア分が聴取可能である。以前は「らじこん」にて有料配信されていたが現在は終了している。
- 番組放送中にも、公式Twitterでは情報更新を行なっている。
- モーニング娘。の冠番組としては最も長期間放送されているラジオ番組である。

## 出演者
※放送当時の在籍メンバー
- 2012年4月 - 2013年3月：モーニング娘。 9期、10期
- 2013年4月 - 2018年3月：モーニング娘。 9期、10期、11期
- 2018年4月以降：モーニング娘。 全員

### 現在の出演者
卒業生の出席番号は欠番となり、新入生は新番号が付与される。
2013年4月 入学
- 出席番号9番（11期）小田さくら

2018年4月 入学
- 出席番号11番（12期）野中美希
- 出席番号12番（12期）牧野真莉愛
- 出席番号13番（12期）羽賀朱音
- 出席番号15番（13期）横山玲奈

2019年8月 入学
- 出席番号17番（15期）北川莉央
- 出席番号18番（15期）岡村ほまれ
- 出席番号19番（15期）山﨑愛生

2022年8月27日 入学
- 出席番号20番（16期）櫻井梨央

2023年8月26日 入学
- 出席番号21番（17期）井上春華
- 出席番号22番（17期）弓桁朱琴

### 過去の出演者
2012年4月 入学
- 出席番号3番（9期）鞘師里保
  - 2015年12月31日をもってモーニング娘。を卒業したため、2015年12月26日が最後の出演となった。
- 出席番号4番（9期）鈴木香音
  - 2016年5月31日をもってモーニング娘。を卒業したため、2016年5月28日が最後の出演となった。
- 出席番号8番（10期）工藤遥
  - 2017年12月11日をもってモーニング娘。を卒業したため、2017年12月9日が最後の出演となった。
- 出席番号5番（10期）飯窪春菜
  - 2018年12月16日をもってモーニング娘。を卒業したため、2018年12月15日が最後の出演となった。
- 出席番号7番（10期）佐藤優樹
  - 2021年12月13日をもってモーニング娘。を卒業したため、2021年12月11日が最後の出演となった。
- 出席番号1番（9期）譜久村聖
  - 2023年11月29日をもってモーニング娘。を卒業したため、2023年11月25日が最後の出演となった。
- 出席番号6番（10期）石田亜佑美
  - 2024年12月6日をもってモーニング娘。を卒業したため、2024年11月30日が最後の出演となった[2]。
- 出席番号2番（9期）生田衣梨奈
  - 2025年7月8日をもってモーニング娘。を卒業したため、2025年7月6日が最後の出演となった。

2018年4月 入学
- 出席番号10番（12期）尾形春水
  - 2018年6月20日をもってモーニング娘。を卒業したため、2018年6月2日と6月9日のみのレギュラー出演となった。
- 出席番号16番（14期）森戸知沙希
  - 2022年6月20日をもってモーニング娘。を卒業したため、2022年6月18日が最後の出演となった。
- 出席番号14番（13期）加賀楓
  - 2022年12月10日をもってモーニング娘。を卒業したため、2022年12月3日が最後の出演となった。

## 放送局・放送時間
| 放送局     | 地上波 放送対象地域 | radiko 無料配信地域    | 放送開始日   | 放送時間          | 放送基準 | 備考 |
| ---------- | ------------------- | ---------------------- | ------------ | ----------------- | -------- | ---- |
| ラジオ日本 | 神奈川県            | 関東地方               | 2012年4月7日 | 土曜24:00 - 24:30 | 制作局   |      |
| KBS京都    | 京都府・滋賀県      | 京都府・滋賀県・大阪府 | 2019年4月3日 | 日曜23:00 - 23:30 | 1日遅れ  |      |

過去のネット局
| 放送局      | 地上波 放送対象地域 | radiko 無料配信地域 | 放送期間                      | 放送時間          | 放送基準   | 備考           |
| ----------- | ------------------- | ------------------- | ----------------------------- | ----------------- | ---------- | -------------- |
| ぎふチャン  | 岐阜県              | 東海3県             | 2016年4月2日 - 2020年3月28日  | 土曜24:00 - 24:30 | 同時ネット |                |
| BSS山陰放送 | 鳥取県・島根県      | 鳥取県・島根県      | 2019年4月7日 - 2020年9月27日  | 日曜21:00 - 21:30 | 1日遅れ    |                |
| TBC東北放送 | 宮城県              | 宮城県              | 2018年4月8日 - 2021年3月28日  | 日曜21:30 - 22:00 | 1日遅れ    |                |
| STVラジオ   | 北海道              | 北海道              | 2019年10月6日 - 2024年3月31日 | 日曜24:30 - 25:00 | 1日遅れ    | 過去にもネット |

放送時間の変遷
制作局：ラジオ日本
- 土曜24:30 - 25:00（2012年4月7日 - 2016年9月24日）
- 土曜24:00 - 24:30（2016年10月1日以降）

## 番組内容

### 現行コーナー
タイトルコール
当日の出演者全員でチャイムの音を叫び、近況報告や日直紹介などの簡単なトークの後、全員でタイトルコールをする。
オープニングトーク「○○といえば××」
オープニングの自己紹介時に行われるひと言について、リスナーからお題を募集。当日の出演メンバーが出席番号と氏名を名乗りながら答える。採用者には番組特製モーニング女学院ステッカーがプレゼントされる。
メッセージのコーナー
モーニング娘。メンバーへの応援メッセージ、各メンバーへの質問など。
「現在募集中のメッセージテーマ」
- 気になるメンバーのあれこれ
- メンバーへ一問一答
- 究極の二択

連絡網
番組からのお知らせ。新曲の宣伝、ツアーの案内、舞台公演の案内、番組へのお便り募集など。

### 過去のコーナー
深夜のお授業
お題トークや音楽、一般常識、四字熟語、歴史、時事問題など、大人として成長する為に勉強していくコーナー。
過去に募集していたメッセージテーマ
- メンバーからメンバーへ推し変理由
- メンバーのイメージ調査
- メンバーに言ってほしいセリフ
- 細かすぎて伝わらないメンバーあるある
- モーニング娘。を好きになったきっかけ
- 皆さんの特別な記念日

### 有料コンテンツ
学級会
「audiobook.jp」配信バージョンの特別音源コンテンツ。

## 特別番組
- 2015年12月26日 24:30（60分）：鞘師里保卒業記念 9期4人で1時間スペシャル!
- 2016年05月28日 24:30（60分）：鈴木香音卒業記念 9期3人で1時間スペシャル!
- 2017年12月09日 24:00（60分）：工藤遥卒業記念 レギュラーメンバー全員集合スペシャル!
- 2018年12月15日 24:00（60分）：飯窪春菜卒業記念 9期10期11期6人集合スペシャル!
- 2023年11月25日 24:00（60分）：ふくちゃん卒業するってよスッペシャル!
- 2024年11月30日 24:00（60分）：石田亜佑美と語り明かそうスペシャル